# 刘继文 (北汉)
刘继文（950—981），山西太原人，中國五代十国时北汉宗室，世祖刘旻孙，睿宗刘钧侄，生父为后汉末年被迎立为皇帝却被后周太祖所杀的刘赟。
其墓志铭于1926年5月发现于今辽宁省葫芦岛市建昌县图萨喀喇山。

## 生平
刘继文为人魁梧，有气局，沉毅寡言。官至侍卫亲军使。刘钧派他出使辽国，被辽穆宗扣留。
少帝刘继恩遇害，朝臣各自议定新立皇帝的人选。平章中书事张昭敏说：“少主不是刘氏宗室，所以天位不永。现在应该立刘氏来抚慰天下人心。刘继文久在契丹，又是世祖皇帝嫡孙，如果迎立他，外可结邻国之援，内可固宗社之本，立主没有超过继文的人。”当时郭无为害怕刘继文发现他的阴谋，一定立刘继恩的同母异父弟弟劉繼元来表示拥立之恩。不久，张昭敏被杀。
英武帝劉繼元即位第三年（970年），辽景宗放刘继文回国，命刘继元任命他为宰相。于是刘继文担任同平章事，很多大臣嫉妒他，纷纷诬陷，后来出任代州刺史。979年，北汉亡于北宋，刘继文投奔辽国。辽国封他彭城郡王，他在辽国去世，享年三十二岁，葬于今辽宁省葫芦岛市建昌县图萨喀喇山。

## 家庭
先后迎娶共二妻
- 郭氏，生长子丑哥，次子善哥
- 耿氏，昭义军节度使检校大夫耿纪的长女，生一女